# Шутка (роман)
«Шутка» — роман чешского писателя Милана Кундеры. Написан на чешском языке, завершен 5 декабря 1965, опубликован в 1967 году.
Повествование в романе идёт от лица четырёх персонажей — Людвика, музыканта-фольклориста Ярослава, врача Костки, журналистки Гелены.

## Сюжет
Часть первая. Людвик. Главный герой романа приезжает в небольшой моравский городок, чтобы отомстить Павлу Земанеку, по вине которого он в своё время был изгнан из университета и отправлен в сапёрный батальон.
Часть вторая. Гелена. Текст представляет собой поток сознания журналистки Гелены. Столкнувшись по работе с Людвиком, она влюбляется в него.
Часть третья. Людвик. В 1950-е годы главный герой романа Людвик Ян послал своей девушке — убеждённой коммунистке — шутливую открытку с легкомысленным текстом: «Оптимизм — опиум для народа. От здорового духа несёт тупостью. Да здравствует Троцкий!». Открытка попадает в партком, после чего при содействии бывшего товарища Людвика Павла Земанека его исключают из партии и выгоняют из университета. Людвик оказывается в сапёрном «Чёрном батальоне». Уходя в самовольные отлучки, он встречается с девушкой Люцией, в которую влюбляется. Дважды он пытается добиться физической близости с нею, однако она яростно сопротивляется. В отчаянии Людвик оскорбляет Люцию, после чего она покидает город.
Часть четвёртая. Ярослав. Приятель Людвика Ярослав размышляет о моравском фольклоре, в возрождении которого видит обновление чешской музыки. Своеобразным символом будущего Чехии для него становится его собственный сын.
Часть пятая. Людвик. Людвик встречается с Геленой, женой своего обидчика Павла Земанека. Он приводит её в квартиру к своему другу Костке, где они занимаются любовью — такова его месть Земанеку. Гелена говорит Людвику, что влюбилась в него. Её слова вызывают в нём лишь отвращение.
Часть шестая. Костка. Друг Людвика — врач Костка — рассказывает историю Люции и её любви (при этом он не знает, что герой этой истории — его друг Людвик). Ещё до встречи с Людвиком девушка была изнасилована шестью своими приятелями, после чего испытывала ужас перед сексуальными отношениями. После расставания с Людвиком она скиталась по Чехии, после чего вышла замуж, однако брак её оказался несчастливым.
Часть седьмая. Людвик, Ярослав, Гелена. В городе проходит Конница королей — старинный чешский обряд; в этом году в роли короля должен предстать сын Ярослава, что вызывает огромную радость у его отца. Людвик встречается с Геленой и Земанеком. Он узнаёт, что на самом деле не только не отомстил смертельному врагу, но, наоборот, помог, потому что Земанек давно обзавелся молодой любовницей и подумывает о разводе. Раздосадованный Людвик срывает свою злость на влюблённой в него Гелене. В приступе отчаяния она берёт у влюблённого в неё коллеги тюбик с таблетками и пытается ими отравиться. Однако красивой смерти не получилось: в тюбике оказывается всего лишь слабительное. Раздосадованный неудавшимся и нелепым самоубийством Гелены Людвик случайно встречает своего друга Ярослава, который только что узнал, что в костюме короля в шествии участвует вовсе не его сын. Людвик берёт в руки кларнет и, как когда-то во времена молодости, с воодушевлением играет вместе с ансамблем Ярослава народную музыку — она позволяет ему забыть о прошлом. Однако концерт оканчивается трагедией: Ярослава хватил инфаркт, за ним приезжает машина «Скорой помощи».

## Экранизация
В 1969 году кинорежиссёр Яромил Иреш (чеш. Jaromil Jireš) снял по книге Кундеры фильм «Шутка». Сценарий фильма был написан Ирешем и Кундерой.